# Бабки (насекомые)
Бабки, или патрульщики (лат. Corduliidae), — семейство стрекоз из подотряда разнокрылых. Около 400 видов.

## Описание
Стрекозы средних размеров (длина тела около 30—40 мм), характерен яркий металлический блеск. Размах крыльев от 60 до 90 мм. Большинство из них имеет большие, изумрудно-зелёные глаза. Самцы обладают стройным брюшком и быстрым полётом, патрулируют территорию над водоёмом, отгоняя соперников.

## Классификация
400 видов, 39 родов. В Европе 11 видов из 5 родов. Это семейство иногда включают в состав семейства Libellulidae в качестве подсемейства Corduliinae.
- Cordulephyinae Tillyard, 1917
- Corduliinae Kirby, 1890
- Gomphomacromiinae Tillyard & Fraser, 1940
- Idionychinae Tillyard & Fraser, 1940
- Idomacromiinae Tillyard & Fraser, 1940
- Macromiinae Tillyard, 1917
- Neophyinae Tillyard & Fraser, 1940

## Некоторые роды
Часть родов, входящих в это семейство:
- Aeschnosoma Selys, 1870
- Antipodochlora Fraser, 1939
- Cordulia Leach, 1815
- Corduliochlora Marinov & Seidenbusch, 2007
- Cordulisantosia Fleck & Costa, 2007
- Dorocordulia Needham, 1901
- Epitheca Burmeister, 1839
- Guadalca Kimmins, 1957
- Helocordulia Needham, 1901
- Hemicordulia Selys, 1870[3]
- Heteronaias Needham & Gyger, 1937
- Libellulosoma Martin, 1907
- Metaphya Laidlaw, 1912[4]
- Navicordulia Machado & Costa, 1995
- Neurocordulia Selys, 1871
- Paracordulia Martin, 1906
- Pentathemis Karsch, 1890[5]
- Procordulia Martin, 1907[6]
- Rialla Navás, 1915
- Schizocordulia Machado, 2005
- Somatochlora Selys, 1871
- Williamsonia Davis, 1913

## Виды России
В фауне России представлены:
- Cordulia aenea (Linnaeus, 1758)
- Epitheca bimaculata (Charpentier, 1823)
- Somatochlora alpestris (Selys, 1840)
- Somatochlora arctica (Zetterstedt, 1840)
- Somatochlora flavomaculata (Van der Linden, 1825)
- Somatochlora graeseri Selys, 1887
- Somatochlora exuberata Bartenev, 1910
- Somatochlora metallica (Van der Linden, 1825)
  - Somatochlora metallica metallica (Van der Linden, 1825)
  - Somatochlora metallica abocanica Belyshev, 1955
- Somatochlora sahlbergi Trybom, 1889
- Somatochlora uchidai Förster, 1909
- Somatochlora viridiaenea viridiaenea (Uhler, 1858)
- Epophthalmia elegans (Brauer, 1865)
- Macromia amphigena fraenata Martin, 1907
- Macromia daimoji Okumura, 1949
- Macromia manchurica Asahina, 1964